# Spartacus: Vengeance
Spartacus: Vengeance is een Nieuw-Zeelandse miniserie, bedacht door Steven S. DeKnight. De serie wordt vanaf 27 januari 2012 uitgezonden door de Amerikaanse zender Starz, en vanaf 24 januari 2014 op RTL 7. De serie is een vervolg op Spartacus: Blood and Sand en de prequel Spartacus: Gods of the Arena. Acteurs uit de vorige serie die terugkeerden, waren: Manu Bennett, Peter Mensah, Lucy Lawless en Dustin Clare.
De rol van Spartacus wordt gespeeld door Liam McIntyre.

## Verhaal
Na de slavenopstand bij het huis van Batiatus, waar veel Romeinse edelen inclusief Batiatus werden gedood, vluchtten de gladiatoren onder leiding van Spartacus naar vrijheid. Nu zijn ze van plan om wraak te nemen op de hele Romeinse gemeenschap, die alle gladiatoren tot slaaf maken. Ze zijn niet de enigen. Lucretia heeft de slachtpartij namelijk overleefd, en gaat ook wraak nemen.

## Rolverdeling
| Acteur                 | Personage             |
| ---------------------- | --------------------- |
| Liam McIntyre          | Spartacus             |
| Manu Bennett           | Crixus                |
| Peter Mensah           | Oenomaus              |
| Katrina Law            | Mira                  |
| Dustin Clare           | Gannicus              |
| Dan Feuerriegel        | Agron                 |
| Cynthia Addai-Robinson | Naevia                |
| Lucy Lawless           | Lucretia              |
| Nick E. Tarabay        | Ashur                 |
| Viva Bianca            | Ilithyia              |
| Craig Parker           | Gaius Claudius Glaber |
| Pana Hema Taylor       | Nasir                 |
| Brooke Williams        | Aurelia               |
| Heath Jones            | Donar                 |
| Ellen Hollman          | Saxa                  |
| Barry Duffield         | Lugo                  |
| Brett Tucker           | Publius Varinius      |
| Tom Hobbs              | Seppius               |
| Hanna Mangan-Lawrence  | Seppia                |
| Luke Pegler            | Marcus                |
| Jason Hood             | Cossutius             |

## Productie
Spartacus: Vengeance wordt eigenlijk het tweede seizoen genoemd, omdat er na het eerste seizoen Spartacus: Blood and Sand non-hodgkinlymfoom werd ontdekt bij acteur Andy Whitfield die de rol van Spartacus speelde. Hierdoor werd er een prequel gemaakt genaamd Spartacus: Gods of the Arena. Er werd besloten dat Whitfield niet meer terug zou keren voor het derde seizoen. Op 18 september 2011 overleed Whitfield aan zijn ziekte. Zijn rol werd overgenomen door Liam McIntyre. Cynthia Addai-Robinson verving Lesley-Ann Brandt als Naevia.
 Producent Steven S. DeKnight maakte kort na de uitzending van de laatste aflevering bij de Amerikaanse zender Starz via een filmpje dat op internet verscheen bekend dat er een derde seizoen komt in januari 2013, genaamd Spartacus: War of the Damned. Op 4 juni 2012 maakte Starz bekend dat dit derde seizoen ook meteen het laatste zou zijn.

## Afleveringen
| Nr. | #  | Titel                 | Regisseur          | Schrijver(s)                 | Datum uitzending |
| --- | -- | --------------------- | ------------------ | ---------------------------- | ---------------- |
| 14 | 1  | Fugitivus             | Michael Hurst      | Steven S. DeKnight           | 7 januari 2012   |
| De eerste weken na hun ontsnapping uit de ludus hebben Spartacus en Crixus de leiding genomen over een kleine groep huisslaven en gladiatoren, die ze trainen terwijl ze zich tijdelijk huisvesten in de riolen. Spartacus is belust op wraak jegens Glaber en Crixus is vastbesloten om zijn geliefde Naevia terug te vinden. Glaber is nu Praetor in de Romeinse Senaat en krijgt van zijn schoonvader de opdracht terug te keren naar Capua en een halt toe te roepen aan Spartacus' rebellie. De ondertussen zwangere Ilithyia wil liever in Rome blijven maar Glaber beveelt haar mee te gaan. Crixus verkrijgt informatie van een bordeeleigenaar om Naevia te zoeken in het zuiden. Spartacus stuurt Aurelia, de weduwe van zijn overleden vriend Varro noordwaarts om zich te herenigen met haar zoon. Glaber en zijn gevolg bereiken de ludus in Capua en zijn geschokt wanneer ze ontdekken dat Lucretia nog blijkt te leven. Lucretia lijkt krankzinnig en zegt zich nog nauwelijks iets te herinneren, tot opluchting van Ilithyia. Oenomaus blijft vervreemd van Spartacus en Crixus en voelt zich schuldig nadat hij het Huis Batiatus mee hielp te vernietigen. Hij waarschuwt de anderen voor de macht van Glaber en de Romeinen. Crixus dringt erop aan om naar het zuiden te vluchten in plaats van Glaber te doden, aangezien ze niet in staat zullen zijn om zich te verdedigen tegen de legioenen die op hen af zullen worden gestuurd, door hun geringe aantal en het gebrek aan opgeleide krijgers. Spartacus gaat in zijn eentje naar het stadsplein om Glaber te doden, maar ontdekt dat ze Aurelia hebben gevangengenomen en dodelijk verwond. Hierop breekt Spartacus de strijd aan tegen Glaber en diens manschappen, met de hulp van Crixus en de andere gladiatoren. Ze kunnen ontsnappen met Aurelia, waarbij ze vele Romeinse soldaten doden of verwonden. Ze slagen er niet in Glaber te doden, die enkel gewond geraakt aan zijn arm. Aurelia vraagt vlak voor ze sterft Spartacus uit de buurt van haar zoon te blijven. Spartacus gaat akkoord met Crixus' plan om zuidwaarts te trekken om Naevia te zoeken, en alle slaven die ze onderweg tegenkomen te bevrijden. |    |                       |                    |                              |                  |
| 15 | 2  | A Place in This World | Jesse Warn         | Brent Fletcher               | 3 februari 2012  |
| Spartacus en zijn groep gladiatoren reizen zuidwaarts en nemen een afgelegen villa van een rijke Romein in. De Romein was een tijdje eigenaar van Naevia voordat hij haar verder naar het zuiden liet sturen. Een van de slaven, de jongeman Nasir, probeert 's nachts Spartacus te doden aangezien hij zijn functie is verloren als gevolg van Spartacus' acties. Spartacus besluit Nasir niet te doden, maar hem te trainen. In Capua wordt Lucretia als een Orakel beschouwd doordat ze het bloedbad in de ludus wist te overleven. Op de marktplaats ontvangt ze een briefje van een gemaskerde vreemdeling. Oenomaus denkt terug aan de tijd dat hij in de Vechtkuilen werd gekocht door Titus Batiatus en verklaart dat zijn reden om te leven de eer van Titus en diens Huis is. Hij besluit terug in de Vechtkuilen te gaan strijden om zo gedood te worden, maar hij wordt meegenomen naar de ludus waar Lucretia een ritueel uitvoert om de Goden om hulp te vragen zodat Glaber kan afrekenen met Spartacus. De vreemdeling bleek Ashur te zijn, de snode voormalige rechterhand van Quintus Batiatus, die in het geheim samenspant met Lucretia. |    |                       |                    |                              |                  |
| 16 | 3  | The Greater Good      | Brendan Maher      | Tracy Bellomo                | 10 februari 2012 |
| Spartacus en zijn volgelingen weten een andere groep slaven te bevrijden die op weg waren naar de gevreesde mijnen. Een van de slavenhandelaren vertelt vlak voor hij sterft aan Agron en Nasir dat Naevia nog leeft en in de mijnen werkt. Agron gelooft dat een poging om Naevia te redden zal leiden tot de dood van de rebellen en liegt tegen Crixus dat Naevia dood is. In Capua martelt Ashur Oenomaus om informatie te verkrijgen over Spartacus en zijn mannen, maar Oenomaus weigert te spreken. Lucretia zegt tegen Ashur om ander methoden te gebruiken. Hierop onthult Ashur de verhouding van Oenomaus' overleden vrouw Melitta met zijn beste vriend Gannicus. In zijn ongeloof onthult Oenomaus per ongeluk het doel van de zuidwaarts trekkende rebellen. Glaber richt zich op het behouden van zijn positie in de Senaat en verwaarloost Ilithyia. Nasir kan Agrons leugen niet langer voor zich houden en vertelt de waarheid aan Crixus. Agron neemt zijn eigen groep mee en zet zijn kamp op bij de Vesuvius. Spartacus, Crixus en de andere overblijvers gaan verder naar de mijnen. Ze vermommen zich als slaven en hun bewakers en infiltreren in de mijnen op zoek naar Naevia. Glaber heeft echter Ashur met zijn soldaten naar de mijnen gestuurd, die kort daarna arriveren. Ashur herkent twee mannen van Spartacus die zich voordoen als wachters en doodt hen. De soldaten zetten de achtervolging in de mijnen in. Crixus wordt kort herenigd met Naevia, maar wanneer ze een uitweg zoeken halen de soldaten hen in. Crixus bevecht de soldaten zodat Naevia en de rebellen kunnen ontsnappen. Crixus wordt overweldigd door de soldaten waarop Ashur hem bewusteloos slaat. |    |                       |                    |                              |                  |
| 17 | 4  | Empty Hands           | Mark Beesley       | Allison Miller               | 17 februari 2012 |
| Zeer weinig rebellen weten levend uit de mijnen te komen. Spartacus zweert niemand achter te laten, zelfs als dat de dood van iedere rebel betekent. De Romeinen onder leiding van Glabers tribuun Marcus hebben de achtervolging ingezet, bijgestaan door Ashur. De gevangen Crixus en twee anderen worden herenigd met Oenomaus in de villa. Ondertussen moet Glaber de belediging die hij uitte aan Varinius, een collega-Praetor, zien op te lossen. Ilithyia stelt een feest ter ere van Varinius voor. De jonge Seppia vraagt advies aan Lucretia op zoek naar haar toekomstige echtgenoot en zet haar zinnen op Varinius, tot afgunst van Ilithyia. Ilithyia, die boos is door Glabers verwaarlozing, is van plan haar huwelijk te laten ontbinden en Varinius als nieuwe echtgenoot te nemen. Crixus en Oenomaus zullen geëxecuteerd worden in de arena. Spartacus' manschappen worden een voor een gedood door de achtervolgende Romeinen. Uiteindelijk blijven enkel Spartacus, Mira, Naevia en de gewonde Nasir nog over. Tijdens een gevecht weet Spartacus Marcus te verwonden. Tegen het advies van Ashur in dringt Marcus aan om de achtervolging verder te zetten. Ashur voert Marcus dieper de bossen in, en doodt hem voordat Marcus zijn manschappen kan bevelen om Spartacus verder op te jagen. In Capua weet Ilithyia Seppia te overtreffen en maakt een deal met Varinius om in het huwelijk te treden zodra Ilithyia's vader, Senator Albinius, haar huwelijk met Glaber laat ontbinden. Op zoek naar haar vader vindt Ilithyia hem in bed met Lucretia. De woedende Ilithyia valt Lucretia aan, maar Lucretia verklaart dat ze het deed om haar fouten uit het verleden uit te wissen en Ilithyia te helpen om te kunnen huwen met Varinius. In de bossen zien Spartacus en Mira een horde vreemdelingen aankomen en maken zich klaar voor het gevecht, maar het blijkt Agron met de rest van de rebellen te zijn die hen ter hulp komen. |    |                       |                    |                              |                  |
| 18 | 5  | Libertus              | Rick Jacobson      | Aaron Helbing & Todd Helbing | 24 februari 2012 |
| Op zoek naar een tempel om de nacht te kunnen doorbrengen, ontmoet Spartacus Lucius, een Romein die gedesillusioneerd is in alles wat met Rome te maken heeft sinds de burgeroorlog die enkele jaren eerder werd gevoerd door Lucius Cornelius Sulla. Lucius geeft hen onderdak en vertelt hen dat er vele geruchten de ronde doen dat Spartacus en zijn manschappen allen afgeslacht zouden zijn. Hij zegt hen ook dat enkele rebellen ter dood zijn veroordeeld in de arena, waaronder Crixus. Spartacus wil Crixus niet aan zijn lot overlaten en bereidt een gewaagde reddingsactie voor, waarbij ze de arena in Capua zullen innemen. Ondertussen keert Gannicus terug in Capua om Oenomaus een eerbare dood te schenken in de arena, maar weet niet dat Oenomaus de waarheid kent over zijn affaire met Melitta. Lucretia weerhoudt Ilithyia ervan om haar kind te aborteren, maar Ilithyia zal zich moeten ontdoen van haar zwangerschap als ze met Varinius zal huwen. Lucretia weet Ilithyia ervan te overtuigen haar abortus uit te stellen. Door middel van Ashur draagt Lucretia de informatie dat Ilithyia abortus wil plegen over aan Glaber. Tijdens een confrontatie met Glaber geeft Ilithyia toe aan hem dat ze hun huwelijk wil laten ontbinden en met Varinius wil huwen. Wanneer de primus begint valt Oenomaus Gannicus aan, en Mira krijgt de opdracht om de fundamenten van de arena in brand te steken. Als de arena instort en de toeschouwers op de vlucht slaan, vallen Spartacus en Agron de resterende gladiatoren en bewakers aan. Ze weten te ontsnappen met Crixus, Gannicus en Oenomaus. Spartacus weet Glaber te verwonden in zijn gezicht met een speer. Glaber verlaat als laatste de arena en vindt Senator Albinius die vast zit onder een ingestorte balk. In plaats van zijn schoonvader te redden, doodt hij hem. Glaber zegt tegen Ilithyia dat Spartacus haar vader heeft gedood en dat zo hun huwelijk niet zal kunnen ontbonden worden. |    |                       |                    |                              |                  |
| 19 | 6  | Chosen Path           | Michael Hurst      | Misha Green                  | 2 maart 2012     |
| De rebellen keren terug naar de tempel om te hergroeperen en herorganiseren. Glaber test Ashurs loyaliteit. Door te slagen in de test worden Ashurs status en trots verhoogd, gevuld met zijn eigen gevoel van zelfbelang. Lucretia probeert Ashur naar haar te laten gehoorzamen, maar haar poging werkt averechts en Ashur verkracht haar. Glaber is nog steeds boos om het verraad van Ilithyia en behandelt haar wreed, waardoor ze troost zoekt bij Lucretia en om raad vraagt om Glabers liefde opnieuw te winnen. Glaber wil zijn krachten bundelen met Seppius en diens groep huurlingen, maar wordt afgewezen. Hierop wordt Seppia uitgenodigd in de villa. Gannicus spot met Spartacus en de rebellen en zegt hen te vechten voor een verloren zaak. Naevia wordt geteisterd door haar beproevingen en is niet in staat om fysiek haar liefde te tonen aan Crixus, die niet in staat is Agrons leugen over Naevia's dood te vergeven. Spartacus probeert Gannicus over te halen zich aan te sluiten, zonder succes. Lucius biedt aan de voormalige huisslaven te helpen trainen. Chadara belandt liever in het bed van een van de gladiatoren maar wordt afgewezen. Ashur krijgt het bevel de meest gewelddadige voormalige gladiatoren aan te werven voor Glabers nieuwe plan. Oenomaus ontwaakt en vertelt Gannicus dat ze ooit broeders waren en dat het verraad met Melitta niet gemakkelijk vergeten en vergeven kan worden. De kaart waarop Spartacus en Agron hun plannen maken verdwijnt samen met het laatste beetje geld van de rebellen. Gannicus wordt beschuldigd en er ontstaat een gevecht, dat wordt beëindigd wanneer Mira met pijl-en-boog Chadara neerschiet die probeerde te vluchten met de kaart en het geld. Even later neemt Gannicus afscheid. Na aandringen van Lucretia, Ilithyia en Glaber is Seppia bereid met haar broer te spreken, maar zonder succes omdat Glaber al een plan heeft gesmeed tegen Seppius. Samen met Ashurs rekruten slacht Glaber Seppius en diens manschappen af. Ashur steelt Seppius' gouden armband om hem voor zichzelf te houden. Glaber steekt de schuld van Seppius' dood op diens huisslaven en zegt dat ze zich hebben aangesloten bij Spartacus. |    |                       |                    |                              |                  |
| 20 | 7  | Sacramentum           | Jesse Warn         | Seamus Kevin Fahey           | 9 maart 2012     |
| In de havenstad Neapolis doen Spartacus, Agron en Lucius zich voor als rijke Romeinen die geïnteresseerd zijn in het kopen van een nieuwe zending slaven, die allen afkomstig zijn van Germaanse stammen uit het noorden. Er ontstaan problemen wanneer Agron de slaven aanspreekt in hun moedertaal en wordt gehoord door een Romeinse bewaker die ook hun taal spreekt en alarm slaat. Het plan slaagt toch en het rebellenleger wordt versterkt door Agrons verre verwanten. Dit alarmeert Crixus en Lucius, die vrezen dat de Germanen niet Spartacus zullen gehoorzamen maar Agron. In Capua werft Glaber de huurlingen van Seppius aan, die trouw zweren aan Glaber en Rome. Na opnieuw seks met haar te hebben gehad, begint Ashur te geloven dat Lucretia gevoelens voor hem begint te krijgen. Hij geeft haar een rode pruik die ze vroeger droeg als symbool dat ze bij hem hoort. Gannicus gaat op aangeven van Ashur naar de villa en ontmoet Glaber, die hem de kans geeft hoofdman te worden van Glabers leger. Ilithyia vreest dat Glaber haar nooit zal vergeven en wenst haar eigen dood. Lucretia komt echter met een plan om los te breken van Glabers haat en wraakzuchtige houding en terug te keren naar Rome. Het plan behelst dat Lucretia Glaber wijsmaakt dat Ilithyia naar Rome moet om hun ongeboren kind te laten zegenen. Na een mislukte poging om de banden met de Germaanse rekruten aan te halen tijdens een jachtpartij, die ontaardt in een overval wanneer de rekruten aanspraak maken op een wagen op de weg, vragen Spartacus, Crixus en Lucius zich af of Agrons loyaliteit bij zijn verwanten of bij Spartacus ligt. Een groot feest ontaardt in een bloedige strijd nadat Seddulus, de grootste van de rekruten Naevia probeert te verkrachten, waarop Naevia hem steekt met een mes en om hulp roept. Agron beslist dat het te ver gaat en helpt Spartacus en Crixus om Seddulus tegen te houden. Spartacus, die duidelijk wil maken wie de leider is, bevecht Seddulus en doodt hem. Hierna zweren de Germanen trouw aan Spartacus. Lucretia en Gannicus ontmoeten elkaar op de markt, waar Lucretia hem probeert te overtuigen om Glaber te doden en een einde te maken aan de conflicten. Ilithyia is klaar om naar Rome te vertrekken wanneer Lucretia haar plan aan haar vertelt en ze neemt afscheid van Glaber. Enkele uren na haar vertrekt heeft Glaber seks met Seppia, wanneer het nieuws hem bereikt dat Ilithyia's wagen onderweg naar Rome werd overvallen. Een van Ashurs handlangers ligt dood in de wagen met Gannicus' wapen in zijn nek. Ashur zegt dat Gannicus zijn keuze heeft gemaakt. |    |                       |                    |                              |                  |
| 21 | 8  | Balance               | Chris Martin-Jones | Jed Whedon                   | 16 maart 2012    |
| Gannicus leidt de gevangengenomen Ilithyia naar het rebellenkamp. Ilithyia smeekt voor haar leven en dat van haar ongeboren kind, waarbij ze aan Spartacus bekent dat ze niet Glabers, maar zijn kind draagt, verwekt tijdens de avond dat Lucretia ervoor zorgde dat Spartacus bij haar in bed belandde in plaats van Crixus. Ze probeert Lucius ervan te overtuigen om haar verblijfplaats te laten overbrengen naar Capua, maar Spartacus geeft Lucius de opdracht een boodschap over te brengen aan Glaber. Mira probeert Spartacus te bevrijden van de last om Ilithyia te doden, maar wordt gestopt. Ondertussen zoeken Glaber en Ashur de stad af naar aanwijzingen naar waar Gannicus Ilithyia heeft ontvoerd. Lucretia probeert met Seppia te praten zonder resultaat, en vraagt de hulp van Ashur. Terwijl ze wordt verkracht door Ashur ontdekt Lucretia de gouden armband van Seppius tussen Ashurs sieraden. Wanneer ze Seppia wil confronteren met het nieuws dat Glaber verantwoordelijk is voor de dood van haar broer, wordt ze onderbroken door de komst van Lucius met Spartacus' boodschap. De boodschap houdt in dat in ruil voor een wagen vol wapens en gevechtsuitrustingen de rebellen Ilithyia zullen vrijlaten. Glaber lijkt akkoord te gaan met de voorwaarden. Op de afgesproken tijd en plaats ontmoet Glaber Spartacus met de wagen. Na een verhitte woordenwisseling wordt verraad onthuld en springen Ashur en zijn mannen uit de wagen, waaronder een enorme Egyptische krijger. Lucius wordt gedood, maar Spartacus en de meeste van zijn manschappen weten te ontsnappen. Glaber keert terug naar Capua zonder Ilithyia. Lucretia onthult eindelijk Glabers daden aan Seppia. In de bossen laat Spartacus Ilithyia vrij nadat hij haar vertelt dat Glaber niet van plan was haar te redden. |    |                       |                    |                              |                  |
| 22 | 9  | Monsters              | T.J. Scott         | Brent Fletcher               | 23 maart 2012    |
| Spartacus ervaart woede, wrok en wantrouwen in zijn rangen en moet oude wonden zien te helen als de rebellen de macht van Rome willen weerstaan. Ilithyia keert terug thuis waar ze Seppia (schijnbaar tegen haar zin) in de armen van Glaber vindt. Via info van Ilithyia weet Ashur de verblijfplaats van de rebellen te lokaliseren. Als beloning wordt zijn vrijlating beloofd nadat Spartacus is verslagen. Glaber blijkt niet verheugd te zijn dat Ilithyia nog steeds leeft, maar Lucretia is zeer blij. Ze vertelt Ilithyia over de moord op Seppius waarna de twee vrouwen Seppia overtuigen wraak te nemen. Door middel van vriendschappelijke wedstrijden te organiseren weet Spartacus de plooien in zijn rangen glad te strijken. Ashur vertelt Lucretia dat buiten zijn vrijheid ook de ludus en zijzelf aan hem is beloofd. Lucretia is verbijsterd over het verlies van de erfenis van haar man. Op geheim bevel van Seppia keert Varinius terug naar Capua met bericht van de Senaat dat Glaber terug dient te keren naar Rome. Glaber wijst Varinius af, die hem waarschuwt voor een verdere ondergang indien Glaber niet gehoorzaamt. Varinius is boos op Seppia's gebrek aan bewijzen van Glabers daden. Lucretia dringt aan bij Seppia om Glaber te doden. Wanneer Seppia op Glaber afgaat met een dolk neemt Ilithyia haar de dolk af en doodt Seppia. Glaber en Ilithyia komen tot een wederzijds begrip over hun huwelijk en zijn belust op meer macht te verwerven. Varinius' en Glabers troepen naderen de tempel van de rebellen. Spartacus en Gannicu weten Varinius gevangen te nemen. Het voorplein van de tempel, dat bezaaid ligt met gedode manschappen van Varinius, wordt bekogeld met brandende projectielen, die Varinius doden. Glaber bestormt de tempel met zijn manschappen en Ashur. Spartacus en de rebellen maken gebruik van hun vluchttunnels als blijkt dat ze overrompeld worden. Oenomaus verliest zijn linkeroog in strijd met de Egyptische krijger. De helft van de rebellen wordt gedood. De rebellen hun terugtocht wordt afgesneden door Glabers troepen, waardoor ze hun toevlucht moeten zoeken op de steile flanken van de Vesuvius. Glaber staakt de achtervolging en beslist de berg te belegeren, in de hoop de rebellen in de open vlakte te lokken gedreven door honger en dorst. Glaber verklaart dat Spartacus en zijn volgers zullen sterven. |    |                       |                    |                              |                  |
| 23 | 10 | Wrath of the Gods     | Jesse Warn         | Steven S. DeKnight           | 30 maart 2012    |
| Spartacus en de meeste van zijn volgelingen staan op de bergpaden van de lagere hellingen van de Vesuvius en denken na over hun volgende zet. Sommigen van hen proberen enkele Romeinse bewakers, waaronder Ashur en de Egyptische huurling, in een hinderlaag te lokken. De hinderlaag mislukt, maar onder leiding van Spartacus schieten een aantal rebellen ter hulp waarbij er een gevecht ontstaat. Mira wordt gedood door een bijl die voor Spartacus bedoeld was. Ondertussen zijn Lucretia en Ilithyia afgereisd naar de Vesuvius, waar Ilithyia een gesprek aangaat met Glaber. Ze overtuigt hem dat Ashur samenspande met Seppia om hem te doden, en suggereert hem dat hij zich moet ontdoen van Ashur. Glaber gaat akkoord en vraagt in ruil dat Ilithyia Lucretia doodt aangezien haar rol als orakel van geen tel meer is voor hen. Zo zal Ilithyia zijn vertrouwen weer kunnen winnen. Glaber koopt Ashurs soldaten om om hem te verraden en dwingt Ashur om op zelfmoordmissie te gaan om zich te bewijzen. Ashur moet Spartacus en de rebellen confronteren en onderhandelen over hun overgave. Ashurs aanbod wordt geweigerd wanneer hij zegt dat Spartacus zal worden gedood en dat zijn volgelingen weer slaven zullen worden. Ashur wil terug vertrekken wanneer Crixus voorstelt dat ze hem moeten executeren. Spartacus gaat akkoord en Naevia overtuigt Crixus ervan om haar met Ashur te laten vechten. Na een langdurig duel weet Naevia Ashur te onthoofden. Spartacus komt met een plan om de Romeinse legerplaats in een hinderlaag te lokken. Door middel van wijnranken kunnen ze van de berg abseilen en Spartacus, Agron, Crixus en Gannicus dalen af achter de Romeinse bewakers. Onderaan de berg nemen ze de controle over de wapens en steken het kamp in brand en laten het legioen in wanorde achter. De rest van de rebellen vallen vanuit de flank aan. Ondertussen, voordat Ilithyia in staat is Lucretia van het balkon van de ludus te duwen, breekt haar water. In eerste instantie doet Lucretia alsof ze Ilithyia wil helpen bij de bevalling, maar na het doden van Ilithyia's slaven snijdt ze Ilithyia's pasgeboren zoon uit haar schoot en pleegt zelfmoord door van de kliffen te springen met de baby in haar armen. Ilithyia, die van alles getuige is geweest, sterft van shock en bloedverlies. Bij de Vesuvius gaan Oenomaus en Gannicus de strijd aan met de Egyptenaar. Gannicus slaagt erin hem te doden maar Oenomaus is dodelijk gewond en sterft in de armen van Gannicus. Spartacus gaat het gevecht aan met Glaber en weet hem te verwonden. Glaber gaat er prat op dat zijn dood en de vernietiging van zijn legioen ervoor zullen zorgen dat veel meer legioenen met Romeinse soldaten achter de rebellen zullen gaan, en dat de rebellen op lange termijn nooit kunnen winnen. Hierop duwt Spartacus zijn zwaard in Glabers keel en doodt hem. Spartacus en de overlevende rebellen vieren hun overwinning. |    |                       |                    |                              |                  |